# Nyctemera secundiana
Nyctemera secundiana is een beervlinder uit de familie van de spinneruilen (Erebidae). De wetenschappelijke naam van de soort is voor het eerst geldig gepubliceerd in 1891 door T.P.Lucas.